# Cartes
Cartes település Spanyolországban, Kantábria autonóm közösségben. Cartes Reocín, Torrelavega, San Felices de Buelna, Mazcuerras és Los Corrales de Buelna községekkel határos. Lakosainak száma 5865 fő (2024).

## Népesség
A település népessége az elmúlt években az alábbi módon változott:
| Lakosok száma | 3590 | 3752 | 4617 | 5118 | 5558 | 5687 | 5742 | 5747 | 5781 | 5865 |
|               | 2001 | 2004 | 2007 | 2009 | 2012 | 2014 | 2017 | 2019 | 2022 | 2024 |